# Фармінгтон (Міссісіпі)
Фармінгтон (англ. Farmington) — місто (англ. town) в США, в окрузі Алкорн штату Міссісіпі. Населення — 2055 осіб (2020).

## Географія
Фармінгтон розташований за координатами 34°55′21″ пн. ш. 88°26′46″ зх. д. / 34.92250° пн. ш. 88.44611° зх. д. (34.922583, -88.446164).  За даними Бюро перепису населення США в 2010 році місто мало площу 16,56 км², з яких 16,52 км² — суходіл та 0,04 км² — водойми.

## Демографія
Згідно з переписом 2010 року, у місті мешкало 2186 осіб у 864 домогосподарствах у складі 645 родин. Густота населення становила 132 особи/км².  Було 966 помешкань (58/км²).
Расовий склад населення:
| - 96,1 % — білих - 1,8 % — чорних або афроамериканців - 0,4 % — корінних американців - 0,4 % — азіатів |

До двох чи більше рас належало 1,3 %. Частка іспаномовних становила 0,3 % від усіх жителів.
За віковим діапазоном населення розподілялося таким чином: 25,3 % — особи молодші 18 років, 60,2 % — особи у віці 18—64 років, 14,5 % — особи у віці 65 років та старші. Медіана віку мешканця становила 38,3 року. На 100 осіб жіночої статі у місті припадало 100,9 чоловіків;  на 100 жінок у віці від 18 років та старших — 95,6 чоловіків також старших 18 років.
Середній дохід на одне домашнє господарство  становив 50 369 доларів США (медіана — 42 366), а середній дохід на одну сім'ю — 55 322 долари (медіана — 48 071). Медіана доходів становила 35 000 доларів для чоловіків та 31 968 доларів для жінок. За межею бідності перебувало 13,4 % осіб, у тому числі 18,8 % дітей у віці до 18 років та 7,2 % осіб у віці 65 років та старших.
Цивільне працевлаштоване населення становило 978 осіб. Основні галузі зайнятості: роздрібна торгівля — 18,7 %, освіта, охорона здоров'я та соціальна допомога — 16,6 %, виробництво — 14,6 %.